# Somondoco
Somondoco – miasto w Kolumbii, w departamencie Boyacá.